# Bis(stilben-1,2-dithiolát) nikelnatý
Bis(stilben-1,2-dithiolát) nikelnatý je komplexní sloučenina se vzorcem Ni(S2C2Ph2)2 (Ph = fenyl). Jedná se o černou pevnou látku, jejíž toluenové roztoky jsou zbarvené do zelena, což je způsobeno silnou absorpcí na 855 nm. Patří se o bis(dithiolenové) komplexy, typu Ni(S2C2R2)2 (R = H, alkyl, aryl); komplexy tohoto druhu mají využití jako barviva. Délky vazeb C-S (171 pm) a C-C (139 pm) v hlavním řetězci odpovídají přechodu mezi dvojnými a jednoduchými vazbami.

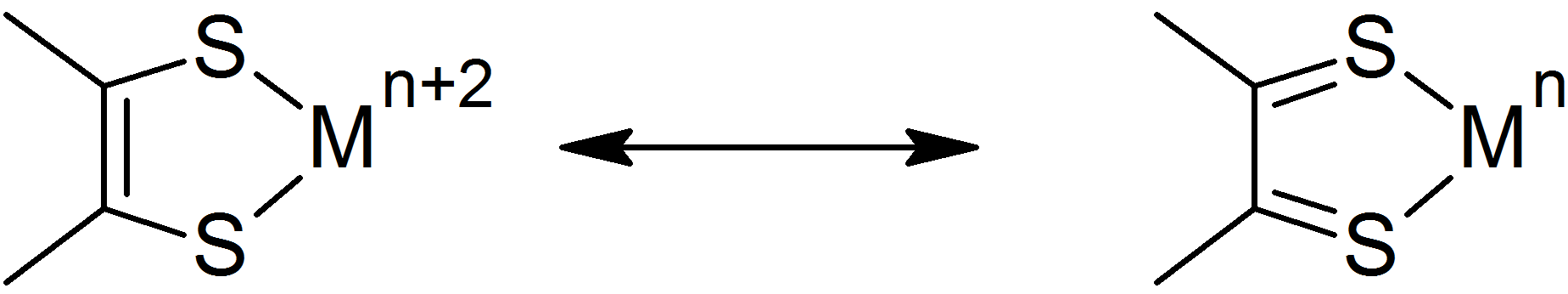
Rezonanční struktury R_{2}C_{2}S_{2}M

První příprava tohoto komplexu byla provedena reakcí sulfidu nikelnatého a difenylacetylenu.
Vyšších výtěžností je možné dosáhnout pomocí nikelnatých solí a sulfidovaného benzoinu.
Bis(stilben-1,2-dithiolát) nikelnatý reaguje s různými ligandy za vzniku monodithiolenových komplexů, Ni(S2C2Ph2)L2.